# Brandon Phillips
Brandon Emil Phillips (ur. 28 czerwca 1981) – amerykański baseballista występujący na pozycji drugobazowego.

## Przebieg kariery
Phillips został wybrany w 1999 w drugiej rundzie draftu przez Montreal Expos, jednak grał tylko w klubach farmerskich tego zespołu. W czerwcu 2002 w ramach wymiany zawodników przeszedł do Cleveland Indians, w którym zadebiutował 13 września 2002 w meczu przeciwko Minnesota Twins. W kwietniu 2006 został oddany do Cincinnati Reds.
W sezonie 2007 zdobywając 30 home runów i 32 skradzionych baz wstąpił do Klubu 30–30. W 2008 po raz pierwszy otrzymał Złotą Rękawicę, zaś dwa lata później po raz pierwszy wystąpił w Meczu Gwiazd. W kwietniu 2012 podpisał nowy, sześcioletni kontrakt wart 72,5 miliona dolarów. W lutym 2017 w ramach wymiany zawodników przeszedł do Atlanta Braves, zaś w sierpniu 2017 do Los Angeles Angels.
27 czerwca 2018 Phillips podpisał niegwarantowany kontrakt z Boston Red Sox i został przydzielony do Pawtucket Red Sox z Triple-A. W 38 meczach rozegranych w tym zespole uzyskał średnią 0,302, zdobył 4 home runy i zaliczył 19 RBI. 4 września 2018 został powołany do składu Boston Red Sox i następnego dnia wystąpił w meczu przeciwko Atlanta Braves, w którym zdobył dwupunktowego home runa w pierwszej połowie dziewiątej zmiany, wyprowadzając Red Sox na prowadzenie 9–8. Phillips jest pierwszym w historii zawodnikiem Boston Red Sox, grającym z numerem 0.

## Nagrody i wyróżnienia
| Nagroda/wyróżnienie      | Lata                   | Źródło |
| 3× All-Star              | 2010, 2011, 2013       | [ 1 ]  |
| 4× Gold Glove Award      | 2008, 2010, 2011, 2013 | [ 5 ]  |
| Silver Slugger Award     | 2011                   | [ 10 ] |
| Zwycięzca w World Series | 2018                   | [ 11 ] |
| 30–30 club               |                        | [ 4 ]  |
| Fielding Bible Award     | 2008                   | [ 12 ] |